# June Island
June Island ist eine Insel in der Marguerite Bay vor der Fallières-Küste des Grahamlands auf der Antarktischen Halbinsel. In der Gruppe der Debenham-Inseln liegt sie unmittelbar südwestlich von Audrey Island. 
Teilnehmer der British Graham Land Expedition (1934–1937) unter der Leitung des australischen Polarforschers John Rymill entdeckten sie. Rymill benannte sie nach June Debenham (* 1924, später verheiratete Back), Tochter des Polarforschers Frank Debenham, welcher dem Beratergremium für die Forschungsreise angehörte.